# Lijst van koningen van de Sueven
Dit is een lijst van koningen van de Sueven. 

## Suevische Koningen van Galicia (409-585)
Eerste koninklijke dynastie (409-456)
- Hermeric (409-438)
- Rechila (438-448)
- Rechiar (448-456)
- Aioulf (456-457)

Koningen tijdens de Suevische Burgeroorlog (457-469)
Noorden
- Framta (457)
- Richimund (457-461)

Lusitania
- Maldras (457-460)
- Frumar (460-464)
- Remismund (464-469); eerst noord en daarna hereniging koninkrijk

Donker tijdperk (469-550)
- Theodemund

Laatste Suevische tijdperk (550-585)
- Carriaric (550-558)
- Ariamir (558-561)
- Theodemar (561-570)
- Miro of Mirón (570-583)
- Eboric (of Euric) (583-584)
- Andeca (584-585)
- Malaric (585)